# Grotów (powiat strzelecko-drezdenecki)
Grotów (niem. Modderwiese) – wieś w Polsce, położona w województwie lubuskim, w powiecie strzelecko-drezdeneckim, w gminie Drezdenko. W pobliżu wsi znajduje się jezioro Lubowo oraz jezioro Grotowskie.
W latach 1975–1998 wieś należała administracyjnie do województwa gorzowskiego.

## Integralne części wsi
| SIMC    | Nazwa         | Rodzaj |
| ------- | ------------- | ------ |
| 0181310 | Jelenia Głowa | osada  |

## Historia
Wieś została założona w 1702 i w całości zasiedlona osadnikami z Polski, w liczbie 25 rodzin i w pierwszym projekcie miała nosić nazwę Schönerwiese, czyli Piękna Łąka. Przejeżdżający tędy król Fryderyk II został poniesiony i zrzucony z konia, w związku z czym nadano nazwę Modderwiese, czyli Zgniła Łąka (do 1945). Podczas II wojny światowej w miejscowej remizie strażackiej istniał nazistowski areszt. Uciekł z niego nieznany polski robotnik z Drawska, ale został zamordowany podczas ucieczki. 

## Zabytki i osobliwości
- struktura osadnicza – wieś powstała jako skupisko luźnych zabudowań wypełniających śródleśne enklawy i stan ten trwa do dziś (część domostw ma obecnie charakter letniskowy),
- kościół Matki Boskiej Królowej Polski (1887, neogotyk),
- dąb przy kościele - posadzony w 1897 na setną rocznicę urodzin cesarza Wilhelma I,
- pomnik 48 ofiar I wojny światowej (ruina),
- dawna niemiecka strażnica graniczna,
- lipa przy dawnej szkole (obwód 380 cm)[4].